# От Марн
От Марн (на френски: Haute-Marne, „Горна Марна“) е департамент в регион Гранд Ест, североизточна Франция. Образуван е през 1790 година от югоизточния дял на провинция Шампан и малки части на провинциите Бургундия, Велико губернаторство Лотарингия и Бароа и Франш Конте. Площта му е 6211 км², а населението – 179 192 души (2016). Административен център е град Шомон.